# Tetovo
Tetovo (in macedone Тетово?, in albanese Tetovë) è una città macedone di 84 770 abitanti. Il comune omonimo sorge nel nord-ovest del Paese balcanico.
Come tutto il nord-ovest della Macedonia, anche la città è a larga maggioranza etnica albanese. In virtù delle numerose istituzioni politiche e culturali che vi hanno sede, è considerata la capitale della minoranza albanese in Macedonia.

## Geografia fisica
Il comune confina con il Kosovo a nord e ad ovest, il comune di Tearce a nord-est, il comune di Jegunovce a est, il comune di Želino a sud-est, il comune di Brvenica a sud e il comune di Bogovinje a sud-ovest.

## Origini del nome
Vi sono diverse fonti sull'origine del nome Tetovo. Secondo le fonti albanesi il nome deriva dall'albanese tet (otto) e ov (battaglia), con riferimento al fatto che Tetovo è stata conquistata dalla popolazione del posto con otto battaglie nel 1435. Secondo fonti macedoni invece la città prende il nome dall'eroe macedone Tetov che secondo la leggenda uccise un mostro che viveva nel luogo dove ora sorge Tetovo.

## Storia
La città presenta una storia estremamente ricca ed avvincente, che si è stimato ebbe inizio circa 6.100 anni prima della nascita di Cristo. Verso la fine del IV secolo a.C. la zona fu raggiunta da svariate popolazioni delle steppe dell'area indio-orientale, le quali apportarono notevoli progressi nel campo della conoscenza e della lavorazione dei metalli. Uno dei periodi più floridi per la zona dell'odierna Tetovo e più in generale per tutta la Macedonia fu quello compreso tra il III ed il II secolo a.C., gli anni di massimo splendore della cultura greca, i cui influssi benefici raggiungevano buona parte dei Balcani meridionali. Proprio in questo periodo nell'area di Tetovo venne fondata Pelagia, caduta pochi anni dopo la nascita di Cristo in mano romana. Falcidiata per secoli dalle avanzate delle tribù barbariche, la città passò prima nelle mani dei bizantini e poi al dominio slavo (bulgaro e serbo), fino ad essere annessa all'Impero ottomano. La presenza musulmana finì per caratterizzare profondamente l'aspetto urbano di Tetovo, che si arricchì di moschee, bagni e mercati. Disgregatosi l'Impero, superate le due drammatiche guerre mondiali e gli anni della dittatura comunista, la città, come del resto tutta la Macedonia, ottenne l'indipendenza nel 1991. 

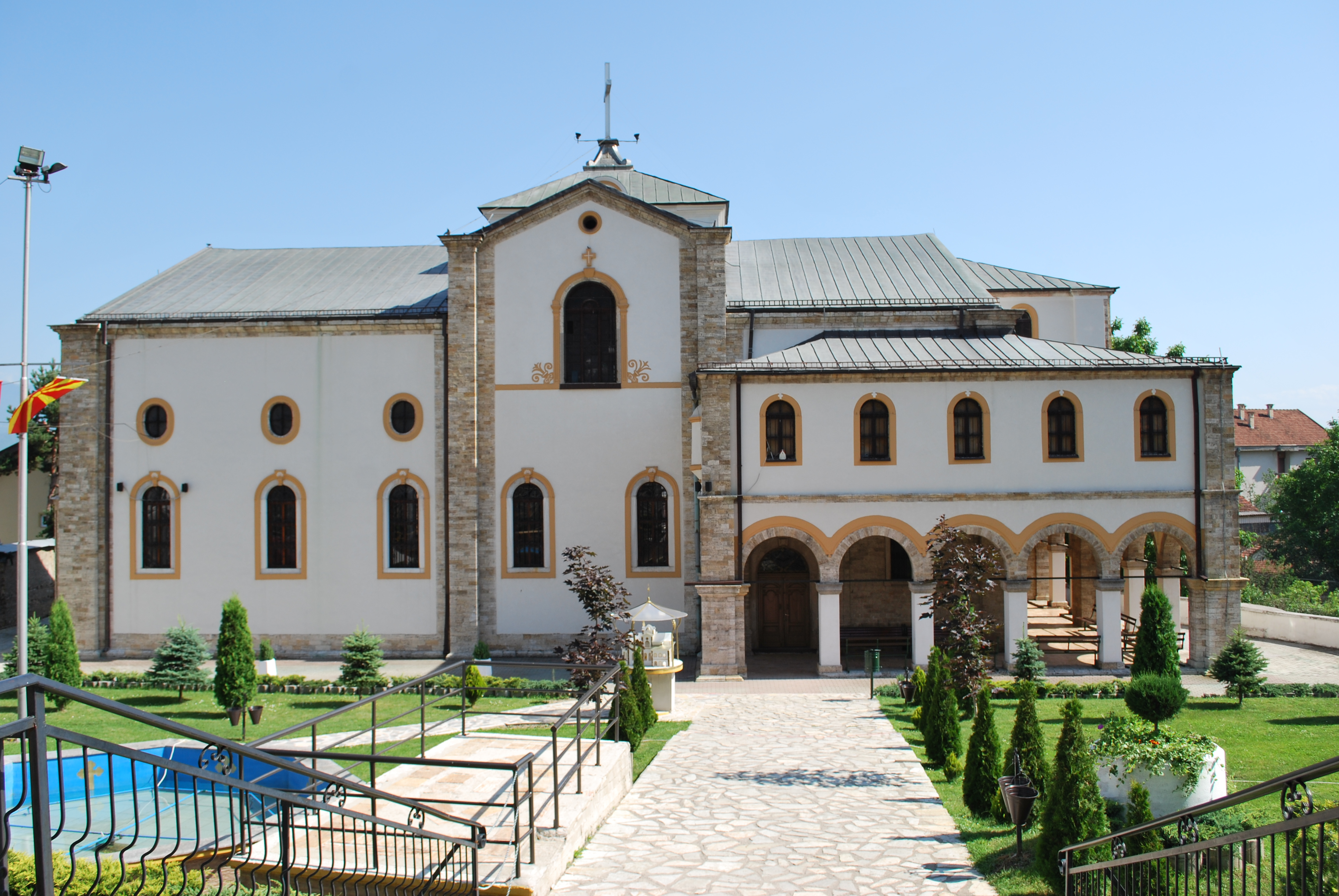
Cattedrale ortodossa dei Santi Cirillo e Metodio, a Tetovo

## Monumenti e luoghi d'interesse
- Cattedrale dei Santi Cirillo e Metodio
- Moschea dipinta, costruita nel 1438 e ricostruita nel 1833.
- Tekke Arabati Baba

## Società

### Popolazione
In base al censimento del 2021 la provincia di Tetovo che comprende 19 comuni (Tetovo + 18 villaggi) ha una popolazione di 84 770 abitanti così divisi dal punto di vista etnico:
| Gruppo etnico | censimento 2021 | censimento 2021 |
| Gruppo etnico | Numero          | %               |
| ------------- | --------------- | --------------- |
| Albanesi      | 13.234          | 2.99            |
| Macedoni      | 15 529          | 40.32           |
| Rom           | 1 885           | 2.22            |
| Turchi        | 1 746           | 2.06            |
| Serbi         | 256             | 0.3             |
| Bosniaci      | 189             | 0.22            |
| Altri         | 337             | 0.4             |
| Totale        | 84,770          | 84,770          |

## Località
Il comune è formato dall'insieme delle seguenti località:
- Bogovinije
- Veshalla
- Brodec
- Celopek
- Vejce
- Bozovce (Klloshar)
- Gajre
- Reçica e madhe
- Germo
- Jedoarce
- Lavce
- Lisec
- Reçica e vogël
- Otunje
- Poroj
- Sarakino
- Selce
- Fališ
- Djepčište
- Šipkovica
- Pirok
- Rasadisht
- kallnik (kafetteria marigona)
- Tetovo (sede comunale)

## Sport

### Calcio
Le squadre principali della città sono il Fudbalski Klub Škendija, sostenuto dagli albanesi, il Fudbalski Klub KF Teteks tifato dai macedoni.
Altre squadre sono il Fudbalkski Klub KF Renova, il Fudbalkski Klub KF Recica e il Fudbalkski Klub Kf Drita. La città è sede anche del Fudbalski Klub Ljuboten, il più antico club della Macedonia del Nord.

## Amministrazione

### Gemellaggi
Tetovo è gemellata con:
- Kukes
- Prizren
- Sterling Heights
- Konya

## Curiosità
Nel romanzo del 1966 "Il ladro che non poteva dormire" (The thief who couln't sleep) di Lawrence Block, Tetovo è teatro di una rivolta popolare contro il regime jugoslavo e a favore della creazione di una repubblica indipendente macedone